# Achias cauda
Achias cauda är en tvåvingeart som beskrevs av Mcalpine 1994. Achias cauda ingår i släktet Achias och familjen bredmunsflugor. Inga underarter finns listade i Catalogue of Life.